# Ramiro Navarro
Ramiro Navarro (Tepatitlán, 25 maggio 1943 – Città del Messico, 26 marzo 2008) è stato un calciatore messicano, di ruolo attaccante.

## Carriera
Con la Nazionale messicana ha preso parte al campionato del mondo 1966, dove non è mai schierato: gli unici incontri giocati in Nazionale sono tutti nel 1965.

## Palmarès

### Club

#### Competizioni nazionali
- Campionato messicano: 1

Oro: 1962-1963
- Supercoppa del Messico: 1

Oro: 1963